# أحمد الشحومي
أحمد خليفة الشحومي (مواليد 21 أكتوبر 1971)؛ محامي كويتي، رئيس الاتحاد الكويتي لكرة اليد السابق خلال الفترة 10 مايو 2023 حتى 19 سبتمبر 2023 وكان نائباً لرئيس مجلس الأمة خلال الفترة 15 ديسمبر 2020 حتى 1 مايو 2023. وكما كان سابقاً عضو في مجلس الأمة خلال الفترة 12 يوليو 2006 حتى 19 مارس 2008، وعضو في جمعية المحاميين وجمعية الصحفيين.

## عن حياته
ولد أحمد الشحومي في 21 أكتوبر 1971 وحصل على دبلوم دراسات عليا بالقانون
شارك في انتخابات مجلس الأمة الكويتي 2003 في الدائرة الثانية عشر، وحصل على المركز الثالث برصيد 1886 صوت وخسر الانتخابات.
وشارك في انتخابات مجلس الأمة الكويتي 2006 في الدائرة الثانية عشر، وحصل على المركز الثاني برصيد 3772 صوت وفاز بالانتخابات.
وشارك في انتخابات مجلس الأمة الكويتي 2009 في الدائرة الأولى، وحصل على المركز الخامس عشر برصيد 5453 صوت وخسر الانتخابات.
وكما شارك في انتخابات مجلس الأمة الكويتي 2020 في الدائرة الأولى، وحصل على المركز الثالث برصيد 4,129 صوت وفاز الانتخابات وفاز أيضًا بمنصب نائب رئيس المجلس في 15 ديسمبر 2020 خلال الجلسة الأولى لمجلس الأمة  وشغل المنصب حتى حل المجلس في 1 مايو 2023.
وكما شارك في انتخابات مجلس الأمة الكويتي 2022 التي تم بطلانها من قبل المحكمة الدستورية  عن الدائرة الأولى وحصل على المركز الحادي عشر برصيد 2,043 صوت وخسر الانتخابات.
وفي 10 مايو 2023 تم تزكيته رئيس الاتحاد الكويتي لليد وذلك خلال اجتماع الجمعية العمومية للاتحاد الكويتي لكرة اليد وشغل المنصب حتى 19 سبتمبر 2023. 

## مواقفه في مجلس الأمة

### مجلس الأمة 2006
| الكتلة                                                                  | العمل الشعبي   |
| طلب إيقاف الشيخ محمد عبد الله المبارك الصباح عن رئاسة جهاز خدمة المواطن | مؤيد           |
| طلب إسقاط القروض                                                        | رفض الطلب      |
| استجواب إلى الشيخ أحمد عبد الله الأحمد الصباح وزير الصحة                | مُقدم الاستجواب |
| إحالة قضية الفحم المكلسن إلى ديوان المحاسبة                             | مُمتنع          |
| طلب طرح الثقة بالوزير علي الجراح الصباح وزير النفط                      | ضد طرح الثقة   |

### مجلس الأمة 2020
أصدر مركز اتجاهات للدراسات والبحوث تقريرًا عن أداء أحمد الشحومي في مجلس الأمة 2020، لم يستخدم أداة الاستجواب بتاتًا، ولم يُهدد أي وزير بالاستجواب، ووصفه المركز بأنهُ «متضامن مع الحكومة» بإمتياز.
| استجواب الوزير حمد جابر العلي (يناير 2022)    | ضد الاستجواب |
| استجواب الوزير أحمد ناصر الصباح (فبراير 2022) | ضد الاستجواب |
| استجواب الوزير علي حسين الموسى (مارس 2022)    | ضد الاستجواب |
| رفع الحصانة عن النائب محمد المطير             | موافق        |
| رفع الحصانة عن النائب ثامر السويط             | موافق        |
| رفع الحصانة عن النائب خالد مؤنس العتيبي       | موافق        |